# Brusselse gewestverkiezingen 2004/Kandidatenlijst/FN
Dit is de kandidatenlijst van het Front National voor de Brusselse gewestverkiezingen van 2004. De verkozenen staan vetgedrukt.

## Effectieven
1. Daniel Féret
2. Audrey Rorive
3. Christiane Van Nieuwenhoven
4. Guy Hance
5. Paul Arku
6. Alain Michot
7. Georges Duterme
8. Patrick Sessler
9. Christian Haudegand
10. Serge Algoet
11. Emanuele Licari
12. Olivier Buys
13. Paul Verbruggen
14. Milena Garnicz-Garnicka
15. Désiré Deldicque
16. Patrick Cocriamont
17. Yvette Rutjens
18. Jean David
19. Anna Rimbaut
20. Gaston Van Genechten
21. Liliane De Cnop
22. Jean-Pierre Paris
23. Danielle Clausse
24. Marc Petit
25. Maurice Van Geertruye
26. Patrick Joos de Ter Beerst
27. Georgette Pasteleurs
28. Nicole Poirot
29. Marc Paternoster
30. Monique Urbain
31. Valérie Maertens
32. Leona Weytens
33. Danielle Verstraeten
34. Eric De Beer
35. Pauline Vervloet
36. Maria Joséphine Vrebos
37. Guy De Beer
38. Stéphane Couppez
39. Noël Mortier
40. Aurore De Bruyne
41. Bernadette Mortier
42. Hubertine Lombaert
43. Nelly Kumps
44. Francis Bogaerts
45. Yvette Mayne
46. Fernande Crepin
47. Maria Arku
48. Jeanine Bogaerts
49. Michel Monnig
50. Elisabeth Campeert
51. Alain Dehaes
52. Nadia Van Lierde
53. Monique Sensier
54. Michel Godts
55. Serge Verkamer
56. Carole Reepmakers
57. Michel Careme
58. Guy Walravens
59. Renée Van Mieghem
60. Pierre Lippert
61. Jean-Marie Debruyne
62. Chantal Van Tuel
63. Patricia Conkie
64. Nicole Huegaerts
65. Armande Vergalen
66. Francine Keppens
67. Marie Van Soest
68. Pierr Veber
69. Sylvie Genicot
70. Jean-Pierre Paquet
71. Anna Maria Gonzalez Paulino
72. Gilbert Masure

## Opvolgers
1. Patrick Cocriamont
2. Guy Hance
3. Christiane Van Nieuwenhoven
4. Paul Arku
5. Patrick Sessler
6. Emanuele Licari
7. Anna Rimbaut
8. Armande Vergalen
9. Christian Haudegand
10. Serge Algoet
11. Valérie Maertens
12. Olivier Buys
13. Sylvie Genicot
14. Milena Garnicz-Garnicka
15. Fernande Crepin
16. Nicole Poirot